# János Bodola
János Bodola (n. 14 februarie 1754, Dobolii de Sus, România – d. 14 ianuarie 1836, Aiud, Monarhia Habsburgică) a fost un superintendent (episcop) al Bisericii Reformate din Transilvania, cu studii la Leiden.